# Skoki narciarskie na Mistrzostwach Świata Juniorów w Narciarstwie Klasycznym 2007
Skoki narciarskie na Mistrzostwach Świata Juniorów w Narciarstwie Klasycznym 2007 – zawody w skokach narciarskich, przeprowadzone w dniach 15–17 marca w słoweńskiej Planicy, w ramach Mistrzostw Świata Juniorów w Narciarstwie Klasycznym 2007. Areną zmagań skoczków była skocznia Srednija velikanka.
Zawody skoków w ramach mistrzostw rozegrano na skoczni w Planicy, podczas gdy większość dyscyplin rozgrywano we włoskim Tarvisio. Składały się na nie zawody indywidualne i drużynowe mężczyzn oraz indywidualne kobiet. Odbywały się w trakcie podwyższania wieku juniorskiego z 18 do 20 lat. Mogli w nich startować zawodnicy dziewiętnastoletni. 
W indywidualnym konkursie mężczyzn zwyciężył Czech Roman Koudelka, który wyprzedził Japończyka Shōhei Tochimoto i Austriaka Thomasa Thurnbichlera. W konkursie drużynowym kolejne miejsca na podium zajęły reprezentacje: Słowenii, Japonii i Finlandii. W zawodach kobiecych Włoszka Lisa Demetz wyprzedziła Kanadyjkę Katie Willis i Słowenkę Maję Vtič

## Wyniki

### Mężczyźni

#### Indywidualne
15 marca 2007
| Pozycja | Zawodnik            | Narodowość | Punkty |
| ------- | ------------------- | ---------- | ------ |
|         | Roman Koudelka      | Czechy     | 268,0  |
|         | Shōhei Tochimoto    | Japonia    | 256,5  |
|         | Thomas Thurnbichler | Austria    | 254,5  |
| 4.      | Mitja Mežnar        | Słowenia   | 254,0  |
| 5.      | Primož Roglič       | Słowenia   | 250,5  |
| 6.      | Andrea Morassi      | Włochy     | 249,0  |
| 7.      | Jurij Tepeš         | Słowenia   | 246,5  |
| 8.      | Olli Muotka         | Finlandia  | 240,5  |
| 8.      | Andreas Wank        | Niemcy     | 240,5  |
| 10.     | Kevin Horlacher     | Niemcy     | 239,0  |
| ...     |                     |            |        |

#### Drużynowo
17 marca 2007
| Pozycja | Państwo   | Zawodnicy                                                                      | Punkty |
| ------- | --------- | ------------------------------------------------------------------------------ | ------ |
|         | Słowenia  | Robert Hrgota Primož Roglič Jurij Tepeš Mitja Mežnar                           | 981,0  |
|         | Japonia   | Shōhei Tochimoto Tsubasa Chōnan Yūmu Harada Kenshirō Itō                       | 945,5  |
|         | Finlandia | Mika Kauhanen Lauri Asikainen Sami Niemi Olli Muotka                           | 937,5  |
| 4.      | Niemcy    | Felix Schoft Pascal Bodmer Kevin Horlacher Andreas Wank                        | 932,5  |
| 5.      | Norwegia  | Andreas Stjernen Tord-Markusen Hammer Eirik Kjelstrup Kim René Elverum Sorsell | 929,0  |
| 6.      | Polska    | Krzysztof Miętus Kamil Kowal Łukasz Rutkowski Maciej Kot                       | 894,5  |
| 7.      | Czechy    | Roman Koudelka Jiří Mazoch Čestmír Kožíšek Lukáš Kubáň                         | 847,0  |
| 7.      | Francja   | Yoann Taillard Benjamin Bourqui Alexandre Mabboux Nicolas Mayer                | 847,0  |
| ...     |           |                                                                                |        |

### Kobiety

#### Indywidualne
17 marca 2007
| Pozycja | Zawodniczka                | Narodowość        | Punkty |
| ------- | -------------------------- | ----------------- | ------ |
|         | Lisa Demetz                | Włochy            | 229,5  |
|         | Katie Willis               | Kanada            | 228,0  |
|         | Maja Vtič                  | Słowenia          | 227,0  |
| 4.      | Carina Vogt                | Niemcy            | 223,5  |
| 5.      | Juliane Seyfarth           | Niemcy            | 208,5  |
| 6.      | Jacqueline Seifriedsberger | Austria           | 207,5  |
| 7.      | Caroline Espiau            | Francja           | 204,5  |
| 8.      | Melanie Faißt              | Niemcy            | 198,5  |
| 9.      | Avery Ardovino             | Stany Zjednoczone | 192,5  |
| 9.      | Elena Runggaldier          | Włochy            | 192,5  |
| ...     |                            |                   |        |

## Klasyfikacja medalowa
| Miejsce | Państwo   |   |   |   | złoto · srebro · brąz |
| ------- | --------- | - | - | - | --------------------- |
| 1.      | Słowenia  | 1 | 0 | 1 | 2                     |
| 2.      | Czechy    | 1 | 0 | 0 | 1                     |
| 2.      | Włochy    | 1 | 0 | 0 | 1                     |
| 4.      | Japonia   | 0 | 2 | 0 | 2                     |
| 5.      | Kanada    | 0 | 1 | 0 | 1                     |
| 6.      | Austria   | 0 | 0 | 1 | 1                     |
| 6.      | Finlandia | 0 | 0 | 1 | 1                     |